# Le Cimetière du disque
 (juin 2011).
Si vous disposez d'ouvrages ou d'articles de référence ou si vous connaissez des sites web de qualité traitant du thème abordé ici, merci de compléter l'article en donnant les références utiles à sa vérifiabilité et en les liant à la section « Notes et références ».
Le Cimetière du disque était une émission de musique animée par Jacques Duval et diffusée sur les ondes de Télé-Métropole dans les années 1960.
Suivant leur qualité, les disques sont rangés dans des casiers de 39 cents, 49, 59, etc. ou. . . dans l'incinérateur.  
À l'époque, les disques étant faits d'une matière plastique proche de la Bakelite, l'animateur pouvait également les briser en les lançant sur le mur ou en utilisant tout instrument à sa portée.  
En 1968, Serge Fiori a d'ailleurs enregistré un 45 tours avec les "Comtes Harbourg" qui fut critiqué par Jacques Duval dans le cadre de cette émission. Ce dernier l'a détruit, en disant que c'était très mauvais.